# Cohors VI Gallorum
Die Cohors VI Gallorum (deutsch „6. Kohorte der Gallier“) war möglicherweise eine Einheit der römischen Auxiliartruppen. Sie ist nur durch die Erwähnung in einer einzigen lateinischen Inschrift bezeugt. Aufgrund dieser sehr dünnen Quellenlage wird ihre Existenz in der Forschung teilweise angezweifelt.